# Inside I’m Dancing
Inside I’m Dancing (deutscher Alternativtitel: Rollstuhl-Rebellen) ist ein irischer Film des Regisseurs Damien O’Donnell aus dem Jahr 2004. Der Film wurde auch unter dem Namen Rory O’Shea Was Here veröffentlicht.

## Handlung
Michael Connolly lebt im Carrigmore Heim für Behinderte. Er hat Cerebralparese, sitzt im Rollstuhl und kann sich nur mit Hilfe einer Buchstabentafel verständlich machen. Als Rory O’Shea in das Heim kommt, ändert sich Michaels Leben. Rory hat Muskeldystrophie vom Typ Duchenne und ist ebenfalls auf einen Rollstuhl angewiesen. Aber er will die Regeln im Heim nicht anerkennen, die Michael nie in Frage gestellt hätte: Er möchte Musik hören, wann und so laut er will, und er will seine Haare tragen dürfen, wie er will. Rory und Michael werden Freunde. Rory ist der einzige, der Michael auch ohne Buchstabentafel verstehen kann.
Rory möchte unbedingt das Recht haben, unabhängig leben zu können, aber seine Anträge werden von der zuständigen Behörde, mit der Begründung er wäre verantwortungslos, immer wieder abgelehnt und so bleibt ihm nur das Heim. Bei jeder Gelegenheit versucht Rory Michael die Welt außerhalb des Heims zu zeigen. Sie gehen in Pubs und Nachtclubs, sprechen Mädchen an, und Rory tanzt in seinem Rollstuhl. Dabei lernen sie auch Shioban kennen.
Schließlich stellt Michael einen Antrag darauf, unabhängig wohnen zu dürfen, welcher bewilligt wird. Mit der Begründung, dass er Rory als Übersetzer braucht, zieht dieser schließlich mit in Michaels behindertengerechte Wohnung, die von dessen Vater bezahlt wird. Da sie trotzdem Betreuung brauchen, stellen sie Shioban ein, die bisher in einem Supermarkt Regale eingeräumt hat.
Die drei verstehen sich sehr gut. Sowohl Michael als auch Rory verlieben sich in Shioban. Während Michael sich Hoffnung macht, hat Rory nicht den Mut seine Gefühle zu zeigen.
Auf einer Party bittet Michael Shioban mit ihm zu tanzen. Sie willigt ein, aber die Situation eskaliert. Shioban muss Michael deutlich sagen, dass sie nichts für ihn empfindet. Er ist am Boden zerstört. Shioban organisiert darauf eine neue Pflegekraft und geht.
Nachts findet Michael Rory fiebernd und schweißgebadet in seinem Bett und lässt ihn ins Krankenhaus bringen. Rory hat eine Lungenentzündung, was bei seiner Erkrankung das Todesurteil darstellt. Die Ärzte geben ihm ein oder zwei Tage. Michael möchte ihm einen Wunsch erfüllen und stellt mit Hilfe von Shioban für Rory einen neuen Antrag auf das Recht, unabhängig zu wohnen. Der Antrag wird bewilligt, Rory verstirbt allerdings, bevor die beiden ihm davon erzählen können.
In der letzten Szene befindet sich Michael in Rorys Zimmer. Er hört Rory, der ihn fragt „Gehen wir raus?“, und man sieht Michael lächeln und allein durch die Straßen fahren.

## Hintergrund
Der Film wurde 2004 in britischen und irischen Kinos gezeigt. In Deutschland wurde er am 12. Januar 2006 auf DVD veröffentlicht.

## Kritiken
„Ein schwieriges Thema. Und doch hat Regisseur Damien O’Donnell einen anrührenden, mitunter sogar lustigen Film gedreht. Fazit: Präzise Dialoge, hervorragende Darsteller“

„Behindertendrama mit komischen Elementen, das die Charaktere in ihren Nöten ernst nimmt. Überzeugend gespielt, überrascht der Film vor allem durch das präzise Drehbuch.“

„True enough, director Damien O’Donnell adds a healthy dose of saline sentiment to his engaging tale of disadvantaged Dubliners striking out on their own. Thanks to strong performances and some bracing one-liners, O’Donnell makes a convincing case for equality for disabled people in society, though casting able-bodied actors as his wheelchair-driving protagonists unavoidably weakens his argument.“

## Auszeichnungen
- London Critics Circle Film Awards: Beste britische Nebendarstellerin 2005 für Romola Garai
- Irish Film and Television Awards: Bester irischer Film 2005
- Edinburgh International Film Festival: Beste Regie 2005 für Damien O’Donnell